# أليسون كاميرون
أليسون كاميرون هي ملحنة كندية، ولدت في 1963 في إدمونتون في كندا.

## وصلات خارجية
- أليسون كاميرون على موقع ميوزك برينز (الإنجليزية)
- أليسون كاميرون على موقع ديسكوغز (الإنجليزية)